# La Jeune Fille d'une nuit
Pour plus de détails, voir Fiche technique et Distribution.
La Jeune Fille d'une nuit (titre allemand : Die Töchter ihrer Exzellenz) est un film franco-allemand réalisé par Reinhold Schünzel et Roger Le Bon, sorti en 1934.

## Fiche technique
- Titre : La Jeune Fille d'une nuit
- Titre allemand : Die Töchter ihrer Exzellenz
- Réalisation : Reinhold Schünzel, Roger Le Bon
- Scénario : Reinhold Schünzel, d'après l'œuvre d'Emil Burri
- Dialogues : Raoul Ploquin
- Photographie : Werner Brandes
- Montage : Willy Zeyn
- Musique : Albert Fischer
- Scénographie : Erich Kettelhut, Max Mellin
- Pays d'origine :  France |  Reich allemand
- Langue : français
- Producteur : Günther Stapenhorst
- Sociétés de production : Alliance Cinématographique Européenne (ACE), Universum Film AG (UFA)
- Format : Noir et blanc — 35 mm — 1,37:1 — Son : Mono
- Genre : comédie
- Durée : 85 minutes
- Dates de sortie :
  - France : 18 mai 1934
  - Troisième Reich : juillet 1934
  - Estado Novo : 28 septembre 1935

## Distribution
- Käthe von Nagy : Betty
- Paul Bernard : le fils du comte Marenzi
- Simone Deguyse : Arlette
- Jeanne Cheirel : Madame Vécart
- Adrien Le Gallo : le comte Marenzi
- Lucien Baroux : Antoine
- Félix Oudart : Lucien Dayle
- Adele Sandrock : la comtesse Marenzi
- Dina Cocea
- Monette Dinay
- Émile Genevois

## Article annexe
- Liste de longs métrages allemands créés sous le Troisième Reich